# 安东尼·鲁宾逊 (足球运动员)
安东尼·鲁宾逊（英語：Antonee Robinson，1997年8月8日—），生于英格兰米尔顿凯恩斯的美国男子足球运动员，現效力英超的富勒姆，2018年加入美国成年国家队。他曾代表国家队参加2022年国际足联世界杯。